# 博戈莫列茨國立醫科大學

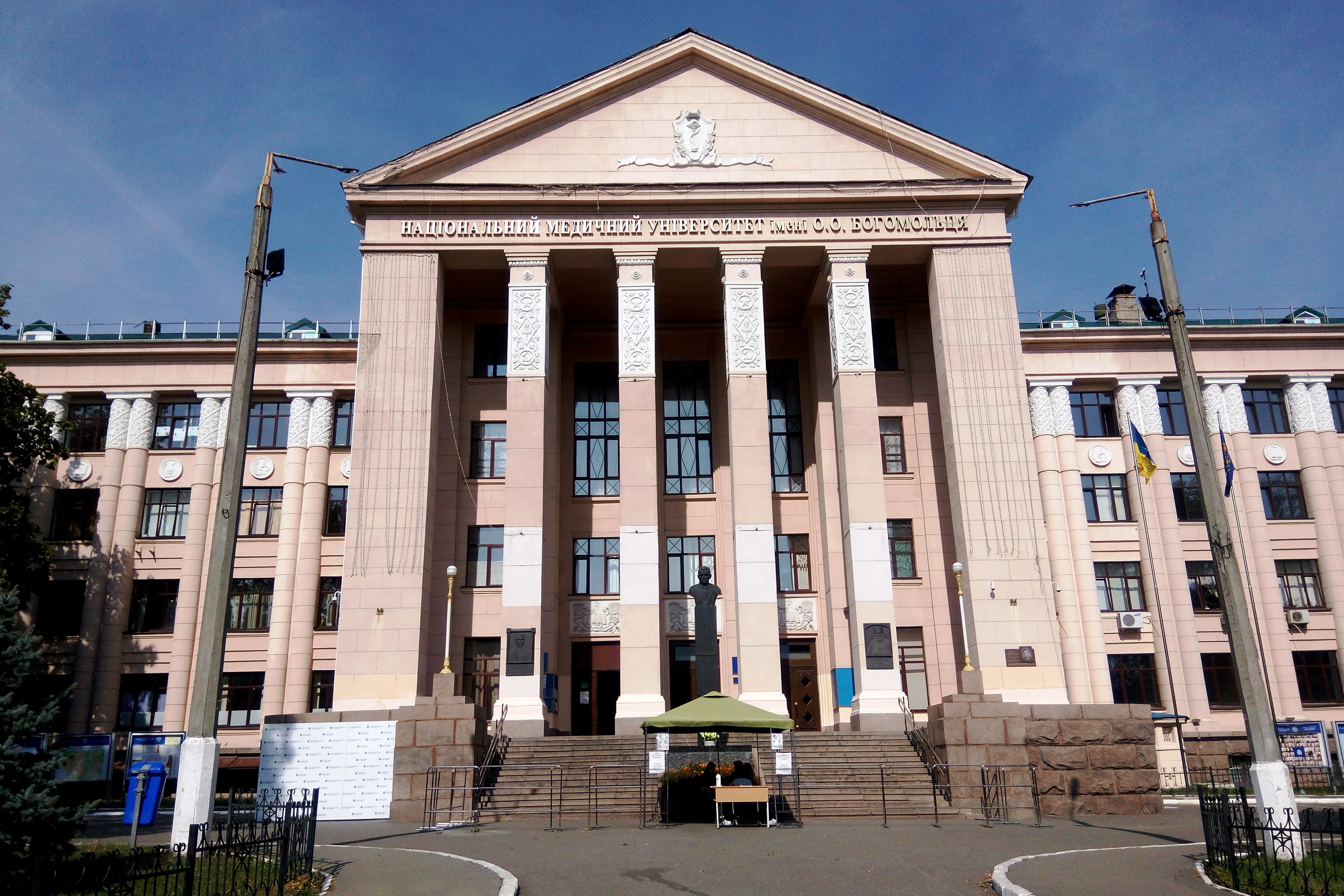
博戈莫列茨國立醫科大學正門

博戈莫列茨國立醫科大學（烏克蘭語：Національний медичний університет імені О. О. Богомольця）是1841年由俄皇尼古拉一世在位時於基輔設立的醫科大學，命名自生理學家亚历山大·博戈莫列茨。
該校招收逾一萬名學生，包含來自50餘國的1300位外籍生，教職員約1200名。國立醫大之學位，受世界卫生组织、聯合國教科文組織與印度醫學委員會等組織承認。

## 外部連結
- 博戈莫列茨國立醫科大學英文版官網首頁 （页面存档备份，存于）